# Pudahuel
Pudahuel (del mapudungún: Pu dawüll ‘charcos; en el charco’) es una comuna ubicada en el sector norponiente de la ciudad de Santiago, capital de Chile. Fue fundada en 1897 y hasta 1975 fue llamada como Las Barrancas. Limita con la comuna de Lampa al norte, Quilicura, Renca, Cerro Navia, Lo Prado y Estación Central al este, Maipú al sur y Curacaví al oeste.

## Etimología
Según lingüistas, Pudahuel es vocablo del mapudungún, que puede proceder de pu = pluralizador, o bien "en el interior de", y dawüll = charco o laguna formada después de llover. Así, el Decreto Ley que le da el nombre lo traduce como “en la laguna”, mientras que el Diccionario Geográfico de la República de Chile dice: 

Pudáuel.-—Fundo del departamento de Santiago situado á 13 kilómetros al O. de su ciudad capital y en la confluencia del río Mapocho con el riachuelo de Lampa. Al entrar éste en el río hace una estancación ó rebalsa que formaba una pequeña laguna y pozancos, antes más notables, los que se designaban con el nombre indígena de pu-dauyll que significa las lagunas, y del cual el título es alteración.
 Diccionario Geográfico de la República de Chile (1899) de Francisco Solano Asta-Buruaga y Cienfuegos.

## Historia

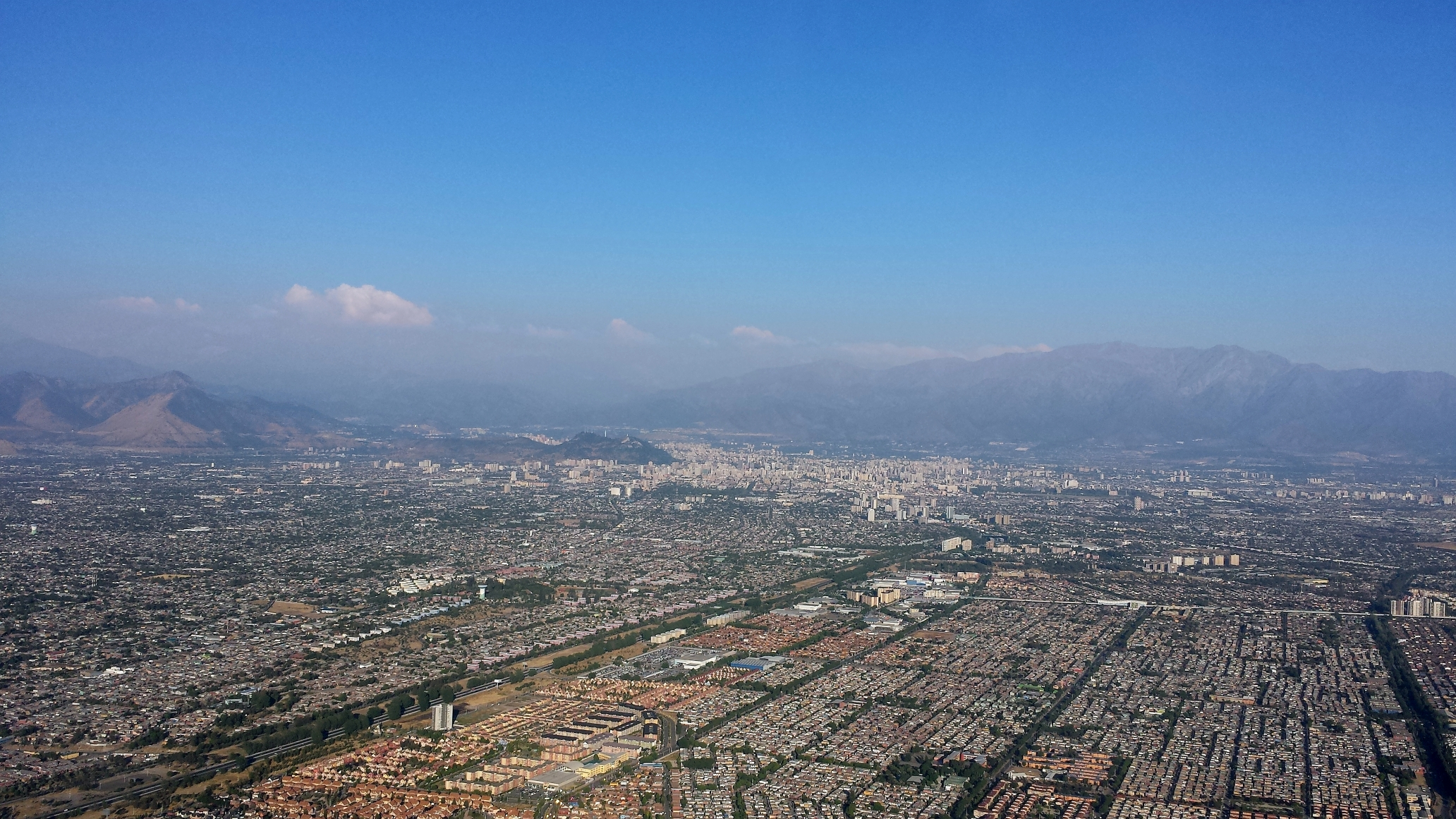
Pudahuel en primer plano, y el resto de Santiago hacia el centro y oriente.

La comuna fue fundada el 25 de febrero de 1897 con el nombre de Las Barrancas por Decreto Supremo del presidente Federico Errázuriz Echaurren. Surgió a partir de peticiones formales de los vecinos de la Subdelegación 13.ª Pudahuel de la comuna de Maipú, y de los vecinos de la Subdelegación 14.ª rural Mapocho de la comuna de Renca, motivados por la lejanía de los servicios municipales de sus respectivas comunas.
Francisco Solano Asta-Buruaga y Cienfuegos escribió en 1899 en su Diccionario Geográfico de la República de Chile : 578  sobre el lugar:

Pudáuel.-—Fundo del departamento de Santiago situado á 13 kilómetros al O. de su ciudad capital y en la confluencia del río Mapocho con el riachuelo de Lampa. Al entrar éste en el río hace una estancación ó rebalsa que formaba una pequeña laguna y pozancos, antes más notables, los que se designaban con el nombre indígena de pu-dauyll que significa las lagunas, y del cual el título es alteración.

Barrancas aparece como una 'Aldea':: 68 

Barrancas (Las).-—Aldea del departamento de Santiago, situada á ocho ó nueve kilómetros hacia el O. de su capital y por la inmediación del paraje del Resbalón. Contiene una iglesia, que es la de la parroquia de San Luis Beltrán instituida en 13 de enero de 1868, oficina de regístro civil y pocos habitantes. Deja próxima al S. el caserío de Espejo.

Inicialmente, su población alcanzaba a 5.658 habitantes. Su primer alcalde fue el señor José Besa, quien ejerció entre 1897 y 1902 con un presupuesto anual de 20 mil pesos, utilizados en gran parte para combatir a los asaltantes de los caminos.
El geógrafo chileno Luis Risopatrón describe a Pudahuel como un ‘lugarejo’ en su libro Diccionario Jeográfico de Chile en el año 1924:: 703 

Pudahuel (Lugarejo). 33° 26' 70° 50' Es de recreo i se encuentra en la confluencia de los rios Mapocho i Lampa, donde se forma una laguna, que puede recorrerse en botes en una gran estension i en la que se pescan excelentes truchas i bagres. 63, p. 243; 66, p. 44; 68, p. 180; i 156; hacienda en 62, II. p. 131; i aldea en 101, p. 424; Pudagüel en 61, 1850. p. 455; Pudaguell en 3, IV, p. 303 (Alcedo, 1788): fundo Pudáuel en 155. p. 578; i lago Padaguél en 3, iv, p. 12 (Alcedo, 1788).

Por su parte Barrancas aparece como 'Villa':: 70 

Barrancas (Villa Las) 33° 26' 70° 48'. De caserío diseminado, con servicio de correos, rejistro civil i escuelas públicas, se encuentra a 481 m de altitud, a 10 kilómetros al W de la estación de Yungai, de la ciudad de Santiago, con la que está unido por un ferrocarril de 75 cm de trocha. 68, p. 38; i 104, p. 28 i perfil; i aldea en 101, p. 423; i 155, p. 68.

Las Barrancas tenía dos poblados: El Resbalón y Las Barrancas. Esta última pasó a ser la cabecera de la comuna con Registro Civil, iglesia y escuela pública. En 1952 se registran 9328 habitantes, los que aumentan a 50.959 en 1970. Las migraciones del campo y de obreros de provincias le dan un marcado carácter popular. 
El 13 de octubre de 1975, se publica el decreto ley n.º 1.208, donde se cambia el nombre de Barrancas a Pudahuel. Este decreto supremo de ley en cuestión, señala lo siguiente:

"Santiago, 13 de Octubre de 1975.- La H. Junta de Gobierno de la República de Chile ha acordado hoy lo siguiente:

Núm. 1.208.- Considerando:

Que en la comuna de Las Barrancas se encuentra ubicado el aeropuerto de Pudahuel;

Que como consecuencia de la importancia adquirida por el citado aeropuerto, su nombre, vocablo araucano que significa "en la laguna", es ampliamente conocido en el mundo entero;

Que la proyección nacional e internacional del Aeropuerto de Pudahuel, su importancia, el conocimiento y divulgación de su nombre, aconsejan hacer extensivas su denominación actual a la comuna en que se encuentra ubicado, y

Que el cambio de denominación coincide con el deseo del Gobierno de rendir un homenaje a la raza araucana al interpretar el sentir de la Patria toda, y

Vistos: Lo dispuesto en los decretos leyes N.os 1 y 128, de 1973, y 527, de 1974,

La Junta de Gobierno de la República de Chile ha acordado dictar el siguiente

Decreto ley:

Artículo único.- Cámbiase el nombre de la comuna de Las Barrancas, del departamento de Santiago, por el de comuna de Pudahuel."

Posteriormente, la explosión demográfica hacia 1980 sumó más de 300 mil habitantes, lo que impulsa su división administrativa para darle una mejor gobernabilidad. Así, es dividida en el año 1981 una porción del sector nororiente de la comuna, dando origen a las comunas de Cerro Navia y Lo Prado.
Actualmente la comuna ha presentado un gran crecimiento debido a infraestructura como las zonas industriales perimetrales que ven en Pudahuel una comuna de oportunidades por su condición de comuna aeroportuaria única en territorio metropolitano, y proyectos inmobiliarios (viviendas o industriales) atraídos por la localización especial de la comuna. Entre los que vale destacar a Lomas de Lo Aguirre, Ene, Ciudad de Los Valles, el futuro parque científico tecnológico de la Universidad de Chile.

## Demografía
El censo de 2002 indica que la población de la comuna para entonces era de 195 653 habitantes, de los cuales 5422 habitan la zona rural. La actualización hecha por la Dirección de Obras (mayo de 2011) estima un total de 61 223 determinará con mayor precisión estas cifras y servirá de insumo básico para la realización del Censo Nacional de Población y Vivienda de abril de 2012.
El nuevo censo de 2017 declara que la población es de 230 292 habitantes, lo que significa un aumento de 34 640 habitantes en la comuna desde el 2002 a la fecha, es decir, en 15 años aumentó 18 % aproximadamente respecto al total del 2002.

## Geografía

### Geomorfología

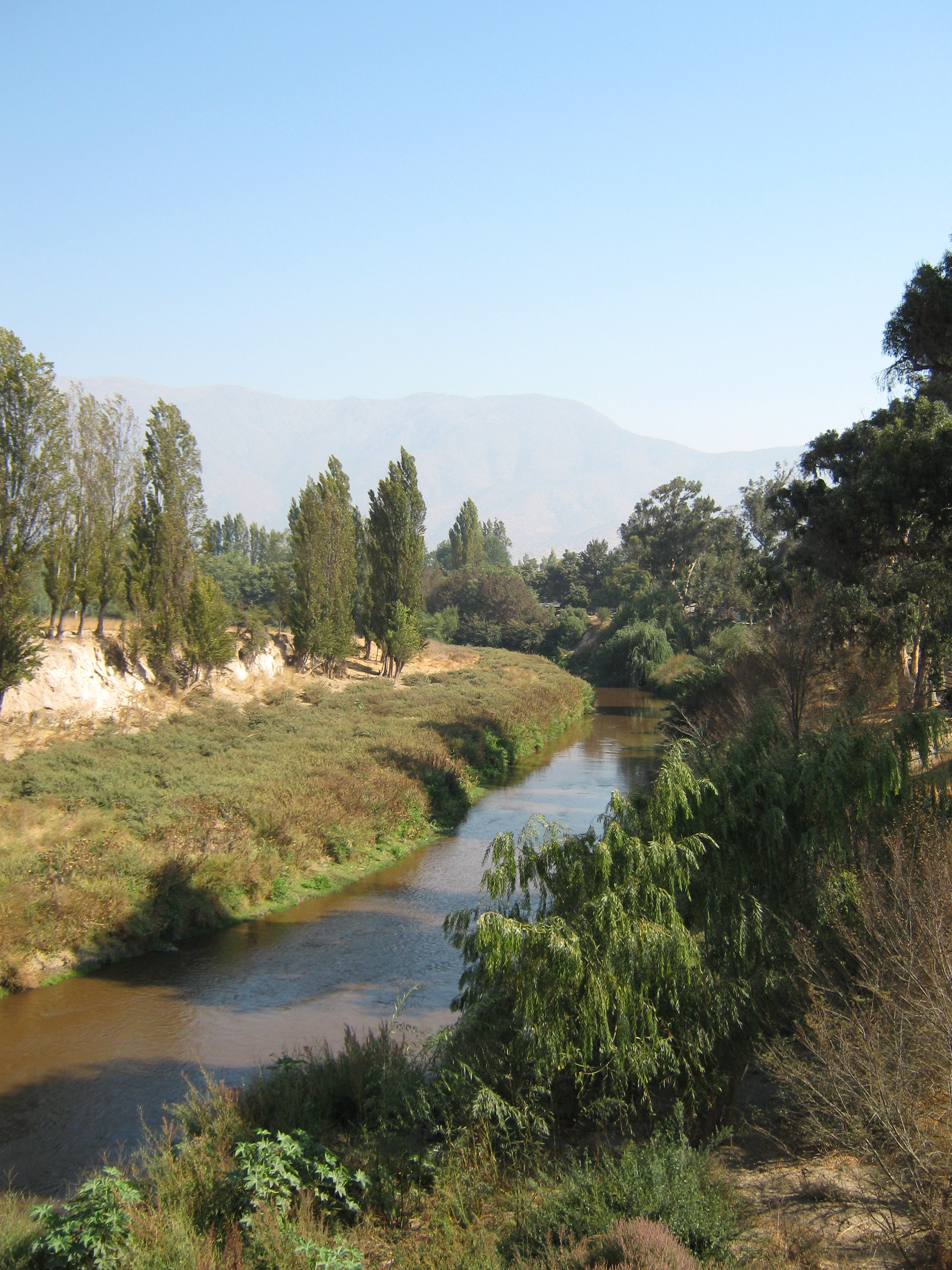
El Noviciado.

La comuna de Pudahuel se encuentra emplazada en las unidades geomorfológicas de Cordillera de la costa y Cuenca de Santiago.
Los recursos y lugares naturales más característicos de la comuna de Pudahuel son las montañas de la Cordillera de la Costa, el Valle de El Noviciado, las extensas colinas de ceniza volcánica y recursos mineros.

### Clima
Presenta según la clasificación climática de Köppen clima mediterráneo de lluvia invernal (Csb), clima mediterráneo de lluvia invernal de altura (Csb (h)) y clima semiárido de lluvia invernal (BSk (s)).

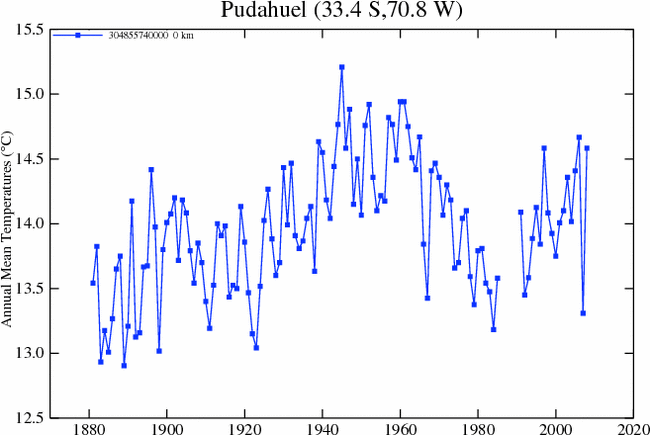
Temperaturas del aire en casilla, entre 1880 y 2008, NASA.

Puesto a que la estación lluviosa dura solo desde mayo hasta septiembre, el resto del años presenta precipitaciones muy leves. En cuanto a las temperaturas en la época estival suelen las máximas ser de 30 °C y las mínimas son de aproximadamente 13 °C, en los inviernos las máximas son de 13 grados y las mínimas de 2 °C. Las Temperaturas en esta comuna varían entre dos grados menos en las mañanas y un grado más en las tardes en comparación con Santiago, ya que más al centro se forma una Isla de Calor. En el aeropuerto caen 261.6 mm anuales, es menos que en la estación meteorológica de Quinta Normal debido al efecto conocido como sotavento producido por los cerros aledaños hacia el poniente —como el cerro Bustamante de 1600 m y que es visible desde todo Santiago— que evitan que el viento llegue directo y además porque la humedad de las nubes se debilita y la masa llega más seca al bajar de los cerros, mientras en el sector de "Ciudad de los Valles" a 180 m, caen 320.4 mm debido a que está más en altura en plena ladera del cerro Lo Aguirre y en sector Pudahuel Sur caen 308.7 mm debido a que está más al sureste del aeropuerto en donde este efecto es menor. 
Junto con Maipú, esta comuna se caracteriza por ser la primera parada de la llegada de la Vaguada Costera, pronunciándola con neblinas matinales en otoño, invierno y primavera; en verano son ocasionales, y de acuerdo con la Dirección Meteorológica de Chile, la última vez que nevó fue en 2017.

### Hidrología
La comuna se halla en la cuenca hidrográfica de río Maipo. Además, la comuna posee diversos cuerpos de agua, entre los que se destacan la laguna Caren.

## Medio ambiente

Trazado simplificado de los ecosistemas y cuerpos de agua presentes en la comuna de Pudahuel.

### Componentes bióticos
Dentro del territorio de la comuna se pueden hallar los siguientes ecosistemas:
- Bosque caducifolio mediterráneo costero donde predominan Nothofagus macrocarpa y Ribes punctatum (Vulnerable)
- Bosque esclerófilo mediterráneo andino donde predominan Quillaja saponaria y Lithrea caustica (Vulnerable)
- Bosque esclerófilo mediterráneo costero donde predominan Cryptocarya alba y Peumus boldus (Vulnerable)
- Bosque espinoso mediterráneo interior donde predominan Acacia caven y Prosopis chilensis (Vulnerable)

### Medidas de protección ambiental y conflictos socioambientales
Hasta 2022, la comuna de Pudahuel cuenta con las siguientes zonas que poseen algún nivel de protección ambiental:
- El Roble (Sitios Ley 19.300)[18]
- Humedal de Batuco (Sitios ERB)[19]
- Santuario de la Naturaleza Quebrada de La Plata (Santuario de la Naturaleza)[20]

## Administración

### Municipalidad
La Ilustre Municipalidad de Pudahuel es dirigida en el periodo 2021-2024 por el alcalde Ítalo Bravo Lizana (PI), quien es asesorado por los concejales:
- Cinthya Muñoz Escanilla (PI)
- Sandy Muñoz Poblete (PI)
- Javiera Soto Fuentes (Ind./PH)
- Esteban Sepúlveda Reyes (Ind.)
- Carolina Seguel Hidalgo (PCCh)
- José Escobar Rodríguez (FA)
- Aldea Magaña Leiva (PS)
- Cristian Véliz Solís (Ind./PPD)
- Patricio Cisternas Monreal (DEM)
- Gisela Vila Ruz (UDI)

### Representación parlamentaria
Después de la modificación a la configuración distrital de acuerdo con Ley 20.840, Pudahuel integra el distrito electoral n.º 8 junto a las comunas de Colina, Lampa, Quilicura, Maipú, Til Til, Cerrillos y Estación Central. Por otra parte, la comuna pertenece a la VII circunscripción senatorial que representa a toda la Región Metropolitana de Santiago. De acuerdo con los resultados de las elecciones parlamentarias de Chile de 2021, Pudahuel es representado en la Cámara de Diputados del Congreso Nacional por los siguientes diputados:
- Carmen Hertz Cádiz (PCCh)
- Claudia Mix Jiménez (FA)
- Joaquín Lavín León (UDI)
- Cristián Labbé Martínez (UDI)
- Alberto Undurraga Vicuña (DC)
- Agustín Romero Leiva (PRCh)
- Viviana Delgado Riquelme (PEV)
- Rubén Oyarzo Figueroa (PDG)

A su vez, en el Senado la representan Fabiola Campillai Rojas (Ind), Claudia Pascual (PCCh), Luciano Cruz Coke (EVOP), Manuel José Ossandon (RN) y Rojo Edwards (PRCh) en el periodo 2022-2030.

## Economía
En 2018, la cantidad de empresas registradas en Pudahuel fue de aproximadamente 4.104. El Índice de Complejidad Económica en el mismo año fue de 1,3, mientras que las actividades económicas con mayor índice de Ventaja Comparativa Revelada (RCA) fueron Fabricación de Prendas de Vestir de Cuero Natural, Artificial y Plástico (42,75), Fabricación de Equipos de Control de Procesos Industriales (40,88) y Reparación de Maquinaria para Elaboración de Alimentos, Bebidas y Tabacos (35,91).

## Servicios públicos

### Seguridad
Las Fuerzas de Orden y Seguridad de Chile están compuestas por Carabineros de Chile y la Policía de Investigaciones de Chile o PDI. La Unidad Policial territorial de la PDI en la comuna es la Brigada de Investigación Criminal Pudahuel o Karim Pudahuel, cuya función principal es investigar delitos de distinta índole a nivel local encomendadas por los Tribunales de Justicia y el Ministerio Público, como también acoger denuncias, entre otras labores. Esta Unidad Policial, al igual que sus pares, cuenta con grupos internos, uno de ellos dedicado a la investigación del tráfico de drogas en pequeñas cantidades, es denominado Grupo Microtráfico Cero o Motor, además de contar con una Oficina de Análisis Criminal.
Pudahuel depende del Cuerpo de Bomberos de Quinta Normal en el control de incendios y emergencias, contando con 2 compañías en la comuna:
- Sexta Compañía «Bomba Pudahuel»
- Octava Compañía «Bomba Pudahuel Sur»

## Lugares de interés

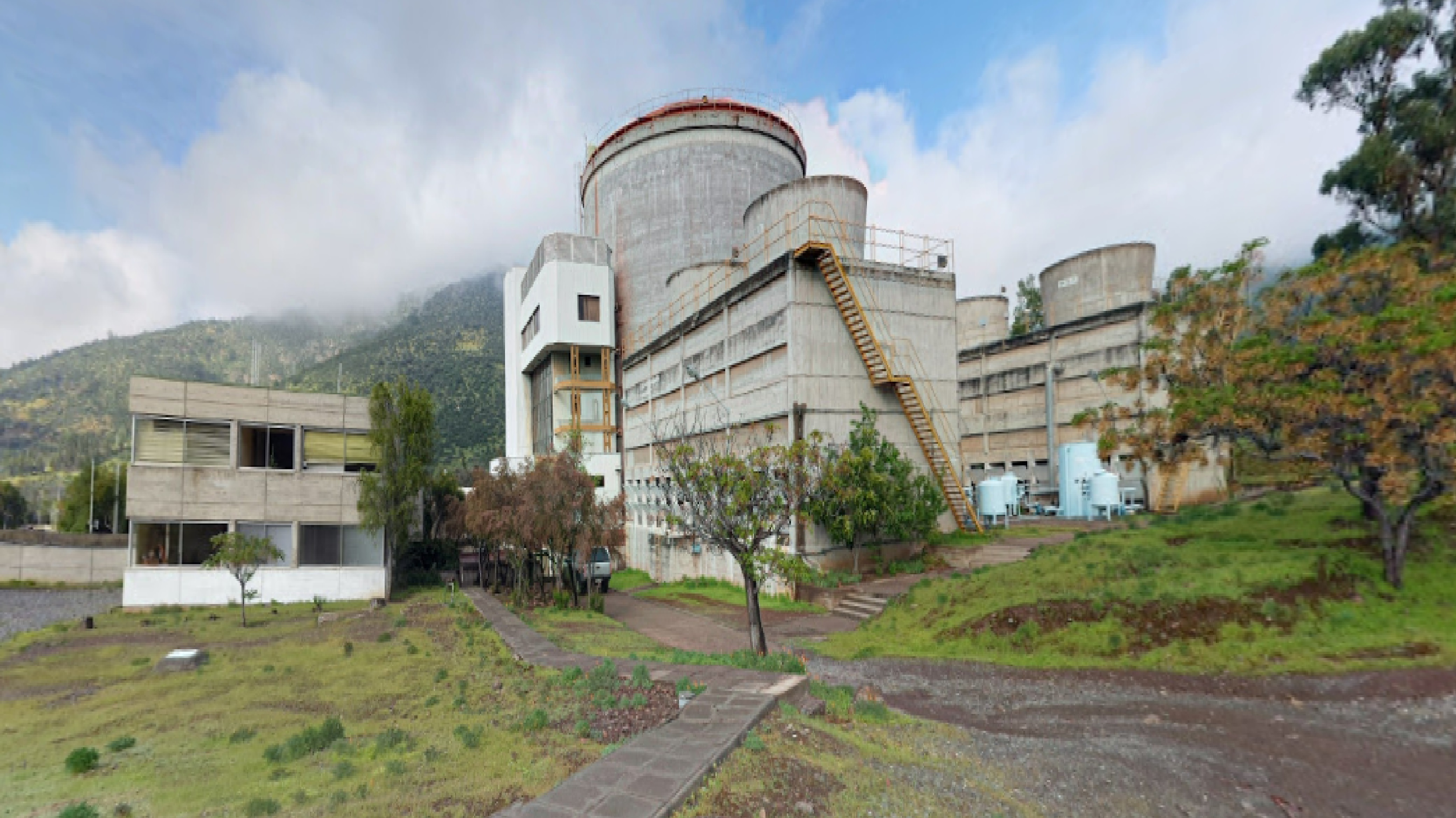
CEN Lo Aguirre.

- Centro de Estudios Nucleares de Lo Aguirre, uno de los dos existentes en el país.
- Dirección General de Aeronáutica Civil.
- Parque Científico Tecnológico de la Universidad de Chile.[25]

## Transporte

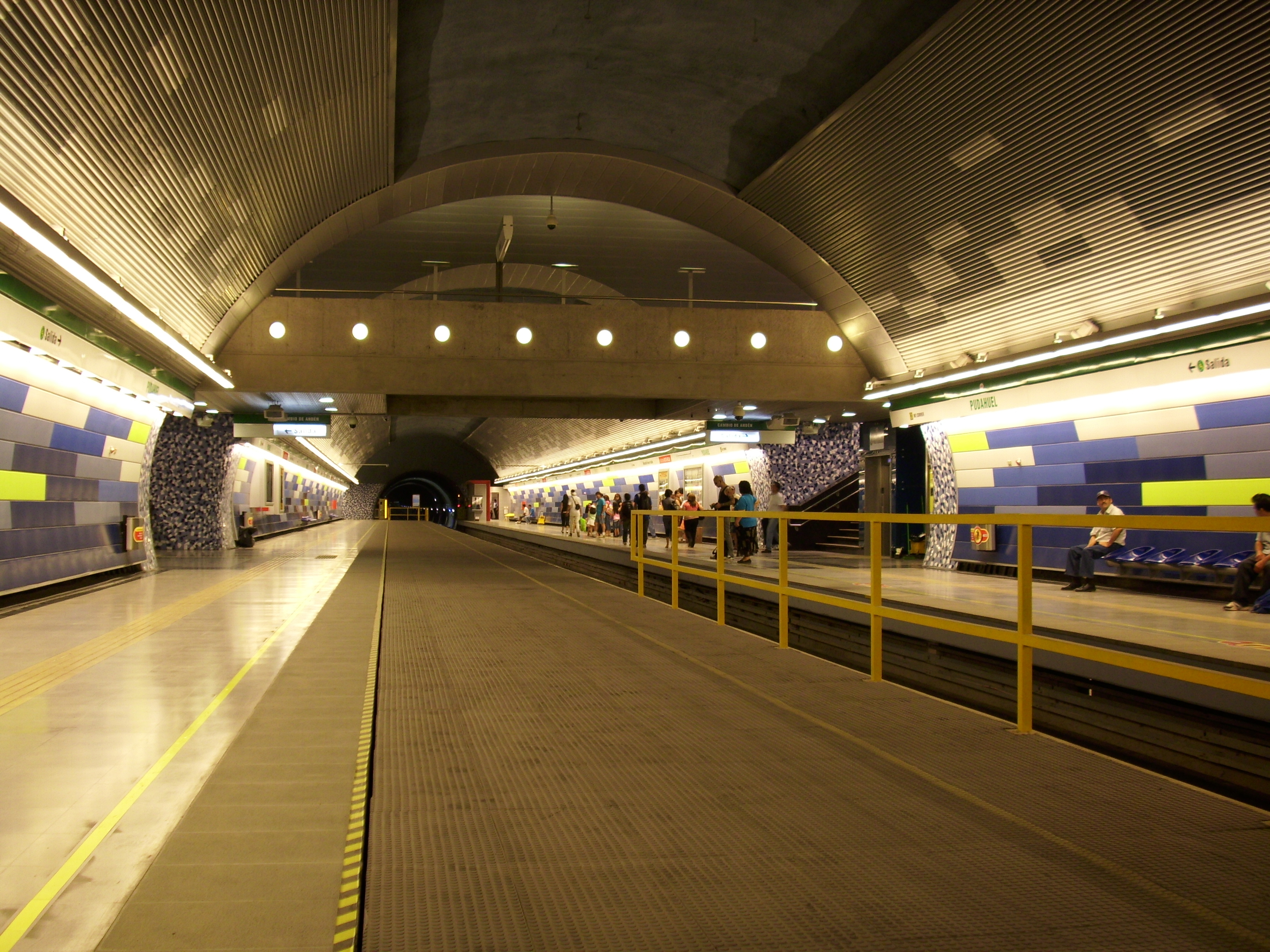
Estación Pudahuel del Metro de Santiago.

Su principal arteria es avenida San Pablo en el sector norte, en tanto que en el sur es la avenida Laguna Sur, por donde diariamente circulan varios de los servicios del Red Metropolitana de Movilidad. Otras vías de conexión son la Ruta 68 que conecta a la ciudad de Santiago con la conurbación costera de Valparaíso, principal puerto marítimo, sede del Poder Legislativo y principal centro turístico del país y que establece el principal eje de conexión oriente - poniente del país; el eje de Circunvalación Metropolitano Ava. Américo Vespucio que cruza la comuna en aproximadamente 6,7 km; y el eje Costanera Norte, naciente infraestructura vial que garantiza un nuevo acceso a la ciudad, descargando a la Ruta 68 - Alameda Bernardo O'Higgins.

### Metro
En la comuna existen tres estaciones del Metro de Santiago, todas ubicadas en la Avenida Teniente Cruz: 
- : Pudahuel • Barrancas • Laguna Sur.

### Aeropuerto

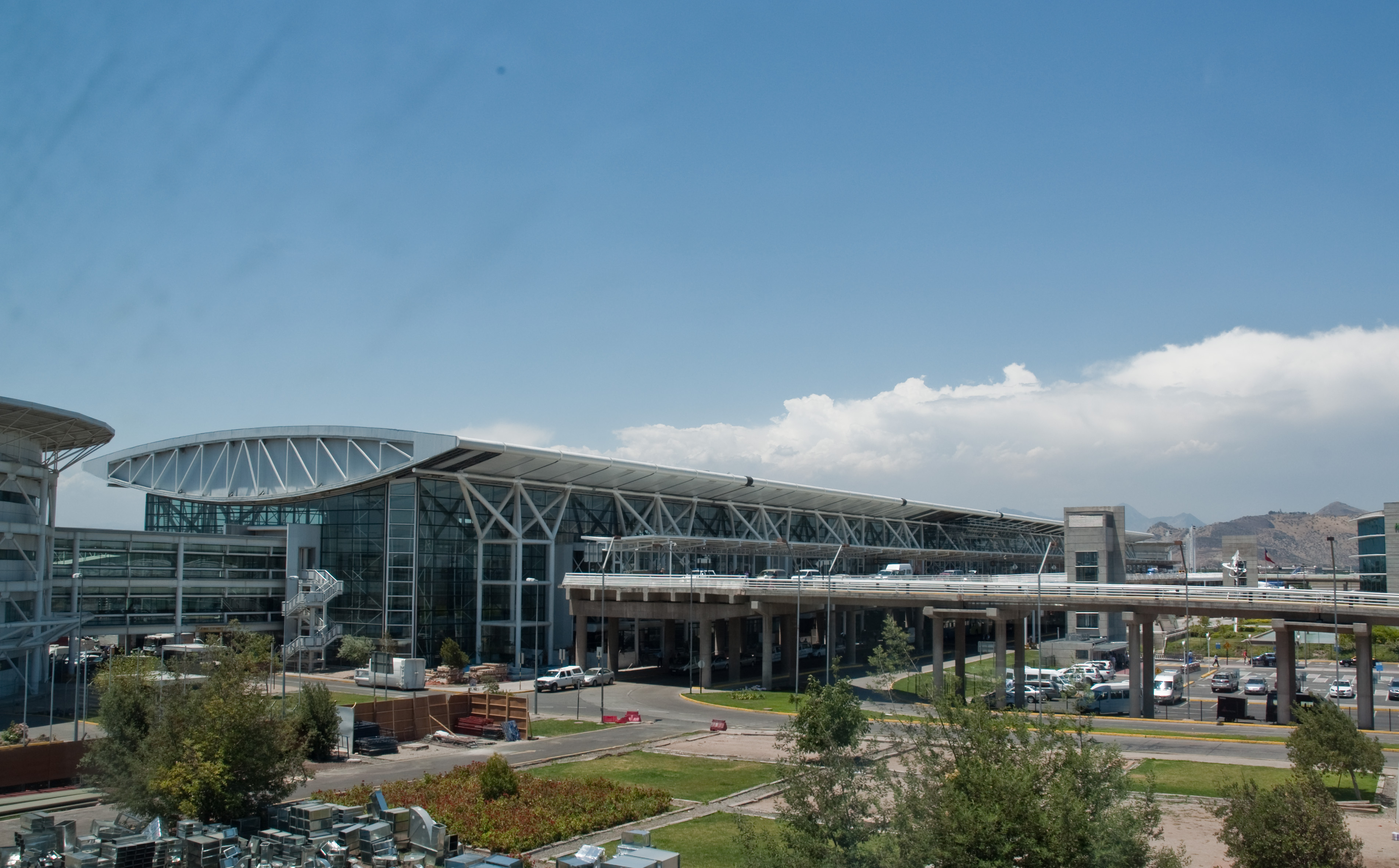
Aeropuerto de Santiago

El Aeropuerto Internacional Arturo Merino Benítez (AMB), también conocido como Aeropuerto Internacional de Santiago o Aeropuerto de Pudahuel (IATA: SCL, OACI: SCEL), es el principal aeropuerto de Chile, ubicado en la comuna de Pudahuel, al noroeste de la ciudad de Santiago, la capital de Chile. La terminal es además uno de los asentamientos de la II Brigada Aérea de la Fuerza Aérea de Chile (junto a las bases aéreas de Colina y de Quintero).
Fue inaugurado oficialmente el 9 de febrero de 1967 y su categoría OACI es 4F. Debe su nombre a Arturo Merino Benítez, prócer de la aviación del país, fundador del Club Aéreo de Chile, creador de la Línea Aeropostal Santiago-Arica —que daría origen a la Línea Aérea Nacional (LAN, actual LATAM)—, primer comandante en jefe de la Fuerza Aérea de Chile (FACh) y primer subsecretario de Aviación.

### Servicios Red
Por la comuna transitan los siguientes recorridos pertenecientes a las unidades de negocio 3, 4 y 
5 de la Red Metropolitana de Movilidad
| - 110: Renca - Maipú - 110c: Renca - Pudahuel Sur - 111: (M) Pajaritos - Ciudad Satélite - 402: Pudahuel - Centro - 406: Pudahuel - Cantagallo - 407: Enea - Las Condes - 414e: (M) Pudahuel - Los Trapenses - 415e: (M) Pudahuel - (M) Manquehue - 418: Enea - Av. Tobalaba - 422: Pobl. Teniente Merino - La Reina | - 424: Pudahuel Sur - (M) U. de Chile - 426: Pudahuel - La Dehesa - 428: (M) Los Libertadores - (M) La Cisterna - 428c: Enea - (M) La Cisterna - 428e: (M) Los Libertadores - (M) La Cisterna - 503: Av. La Estrella - Vital Apoquindo - 504: El Tranque - Hospital Dipreca - 507: Enea - Av. Grecia - 508: Av. Mapocho - Av. Las Torres - 510: Pudahuel Sur - Río Claro | - 511: Cerro Navia - Peñalolén - 514: Enea - San Luis de Macul - 516: Pudahuel Sur - Las Parcelas - 517: José Joaquín Pérez - Peñalolén - 518: José Joaquín Pérez - Bilbao - 541n: El Tranque - Colón - I02: Rinconada - (M) Laguna Sur - J01: Pudahuel Sur - (M) Quinta Normal - J02: Enea - (M) ULA - J06: (M) Pudahuel - (M) Pajaritos | - J07: (M) Pudahuel - Noviciado - J07c: (M) Pudahuel - Lo Boza - J07e: (M) Pudahuel - Noviciado - J08: Pudahuel Sur - Hospital Félix Bulnes - J10: San Daniel - Parque de los Reyes - J11: Lomas de Lo Aguirre - (M) Pajaritos - J12: Ciudad de Los Valles - (M) Pajaritos - J14c Servicio Eliminado: Pudahuel Sur - Villa Roosevelt - J15c: La Alianza - (M) Neptuno | - J17: Puerto Santiago - (M) Pajaritos - J18: Enea - (M) San Pablo - J18c: El Tranque - (M) San Pablo - J19: Pudahuel Sur - (M) Quinta Normal - J20: (M) Pudahuel - El Montijo |

## Ciudades hermanas
- Rubí, España[30]